# Gleichstromübertragung System Thury

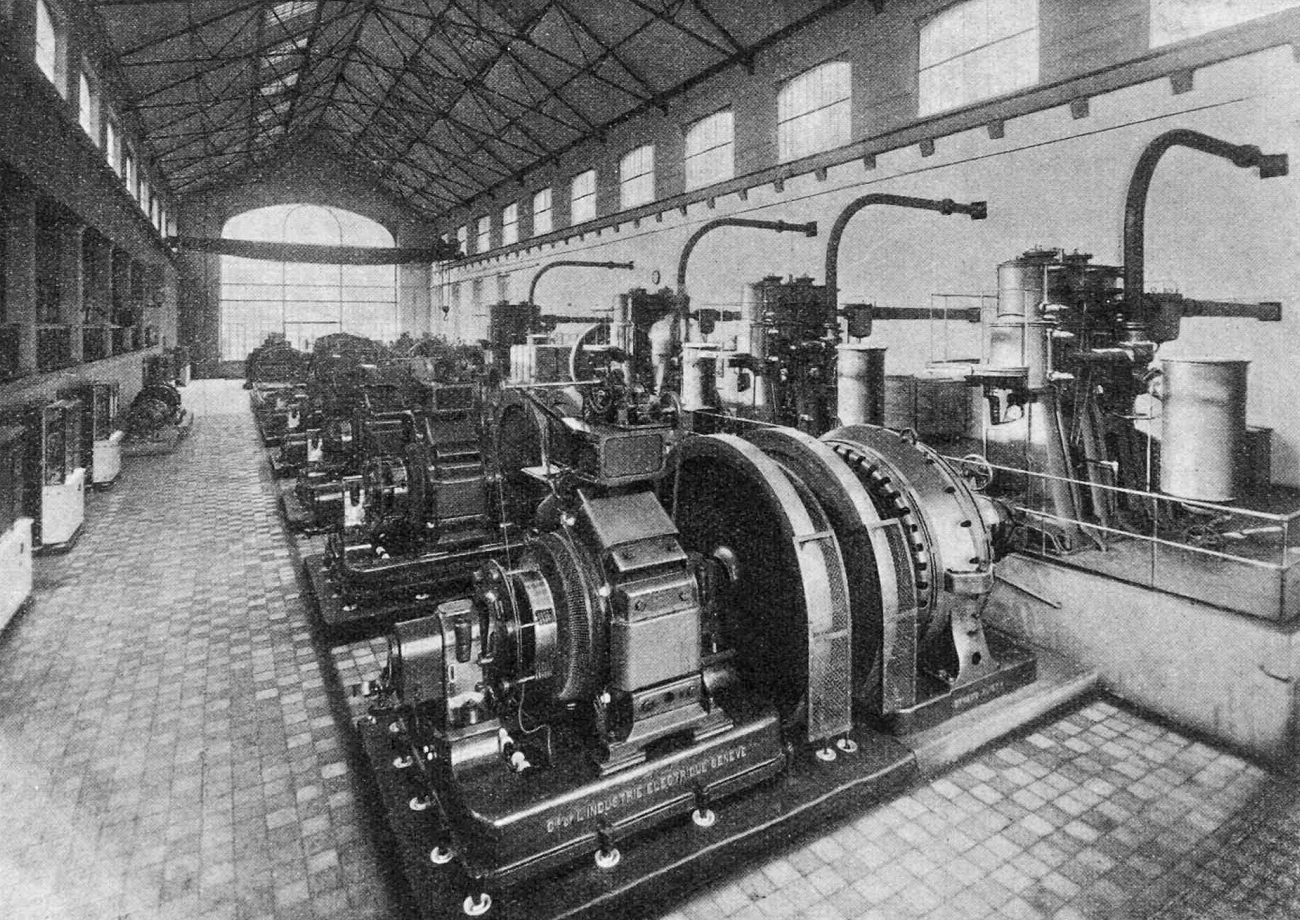
Gleichstrommotoren in einem Thury-System. Die Isolatoren unter den Grundplatten sind deutlich zu erkennen. (Übertragungsleitung Saint-Maurice–Lausanne)

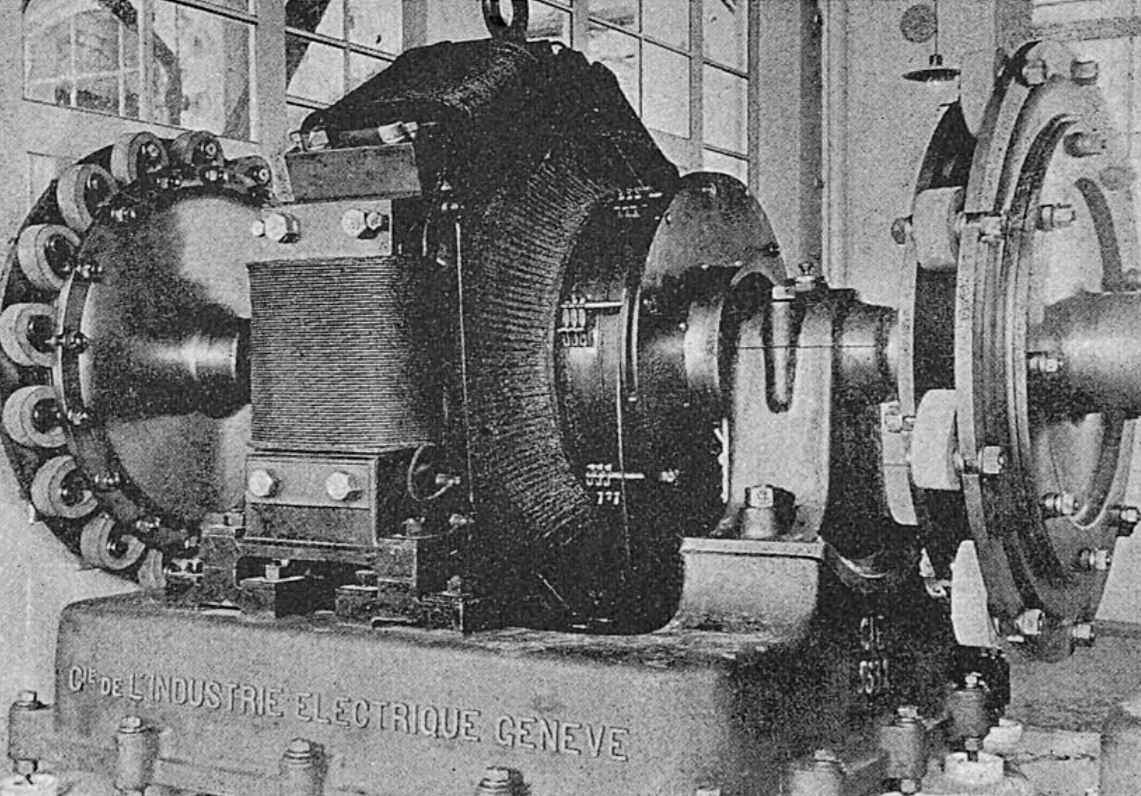
Gleichstromgenerator mit isolierten Kupplungen für das Thury-System der Papierfabrik Biberist

Die Gleichstromübertragung nach dem System Thury war eine vom schweizerischen Ingenieur René Thury entwickelte Methode zur Übertragung von elektrischer Energie mit Gleichstrom über größere Distanzen. Das von den 1890er-Jahren bis in die 1930er-Jahre angewandte System gilt als Vorläufer der Hochspannungs-Gleichstrom-Übertragung (HGÜ). Es wird manchmal auch als Gleichstrom-Seriensystem bezeichnet.

## Geschichte
Trotz des Erfolgs der Hochspannungsübertragung mit Wechselstrom, die mit der Drehstromübertragung Lauffen–Frankfurt begann, wurde die Entwicklung der Übertragung von Gleichstrom fortgesetzt.
Erste Versuche wurden von René Thury 1898 in Isoverde durchgeführt, wo die Società Anonima dell'acquedotto De Ferrari Galliera nach einem Weg suchte, überschüssige Energie aus einem Wasserkraftwerk nach Genua zu übertragen. Ein Jahr später nahm das erste Kraftwerk Italiens, das Kraftwerk Galvani, den Betrieb auf und transportierte den Strom über eine 14,4 km lange Leitung in den Stadtteil San Quirico von Genua. Derselbe Betreiber baute zwei weitere Kraftwerke, wobei jedes seine eigene Übertragungsleitung betrieb. Die vom Kraftwerk Volta war 46,2 km lang und reichte bis ins Stadtzentrum von Genua, die von Kraftwerk Pacinotti war 32,7 km lang und reichte bis zum Bahnhof in Sampierdarena.
Weitere Anlagen nach dem System Thury entstanden in der Schweiz im Jura für die Energieversorgung von La Chaux-de-Fonds und Le Locle und im Wallis für die Energieversorgung von Lausanne, in Frankreich für die Straßenbahn Lyon, England, Ungarn, Russland und Spanien.
Die Vorteile des Thury-Systems gegenüber der Wechselstromübertragung waren die geringeren Leitungsverluste und die einfachere Regelung der Anlage, sodass die Drehzahl der Motoren konstant gehalten werden konnte. Weiter waren am Anfang der Wechselstromtechnik noch keine Motoren verfügbar, die gegen eine Last anlaufen konnten.

## Technik

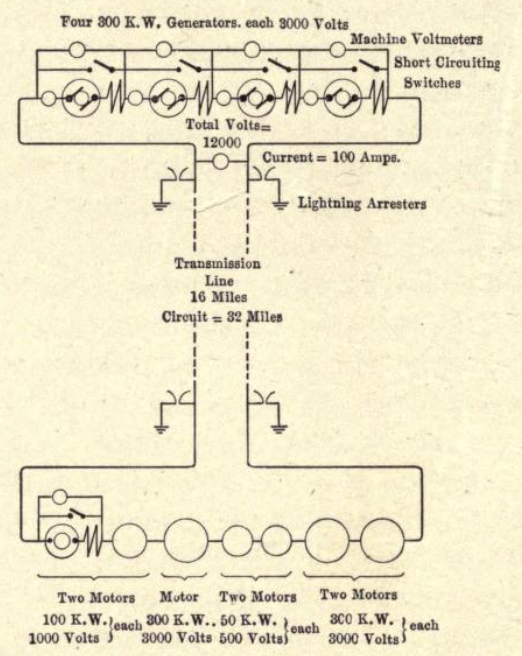
Schema eines Thury-Systems mit einer Leistung von 1,2 MW

Das Thury-System bestand aus mehreren elektrischen Generatoren und Elektromotoren in Reihenschaltung, die mit einer Ringleitung verbunden waren. Der elektrische Strom in der Ringleitung wurde konstant auf einen Wert um 100 A gehalten, während die elektrische Spannung dem Leistungsbedarf angepasst wurde und bis zu 12 kV betragen konnte.
Jeder Generator und jeder Motor hatte einen Überbrückungsschalter, der dazu verwendet wurde, die Maschine ohne Unterbrechung der Ringleitung außer Betrieb zu nehmen, wenn sie nicht benötigt wurde. Sollte ein Generator in Betrieb genommen werden, wurde dieser zuerst hochgefahren, bis sein erzeugter elektrischer Strom gleich groß war wie derjenige in der Ringleitung, und erst dann wurde der Überbrückungsschalter geöffnet. Motoren wurden ohne Last in das Netz geschaltet und dann auf die gewünschte Drehzahl beschleunigt.
Die Isolierung im Thury-System war eine Herausforderung, denn jeder Generator und jeder Motor im System musste gegenüber dem Erdpotential isoliert aufgestellt werden. Dies verlangte sowohl nach isolierten Fundamenten für die Maschinen wie auch nach isolierten Kupplungen zu den Turbinen und den Arbeitsmaschinen. Die Fundamente wurden mit Asphalt isoliert, die Grundplatten der Geräte standen auf Öl-Isolatoren.